# Catada aprepia
Catada aprepia là một loài bướm đêm trong họ Erebidae.